# Ши Ши ши ши ши
«Ши Ши ши ши ши» (кит. трад. 施氏食獅史, упр. 施氏食狮史, пиньинь Shī Shì shí shī shǐ, палл. Ши Ши ши ши ши, буквально: «История про то, как Ши Ши поедал львов») — стихотворение на классическом китайском языке, написанное в шутку знаменитым китайско-американским лингвистом XX века Чжао Юаньжэнем (赵元任 Zhào Yuánrèn). Все 92 слога стихотворения читаются как ши в одном из четырёх тонов. Текст, записанный на классическом китайском, понятен большинству образованных китайских читателей, но скорее в иероглифическом варианте, а не на слух. Более чем 2500-летняя история изменений произношения привела к большой степени омофонии в классическом китайском, в результате чего при произнесении вслух на пекинском диалекте или при записи в фонетической системе он становится абсолютно непонятным.

## Текст стихотворения
| Запись китайскими иероглифами 石室詩士施氏, 嗜獅, 誓食十獅。 氏時時適市視獅。 十時, 適十獅適市。 是時, 適施氏適市。 氏視是十獅, 恃矢勢, 使是十獅逝世。 氏拾是十獅屍, 適石室。 石室濕, 氏使侍拭石室。 石室拭, 氏始試食是十獅。 食時, 始識是十獅, 實十石獅屍。 試釋是事。 | Приблизительный перевод на русский язык Жил в каменной пещере поэт господин Ши Ши, который любил есть львов и поклялся съесть десять в один присест. Он часто ходил на рынок, где смотрел — не завезли ли на продажу львов? Однажды в десять утра десятерых львов привезли на рынок. В то же время на рынок приехал Ши Ши. Увидев тех десятерых львов, он убил их стрелами. Он принёс трупы десятерых львов в каменную пещеру. В каменной пещере было сыро. Он приказал слугам прибраться в ней. После того как каменная пещера была прибрана, он принялся за еду. И, когда он начал есть, оказалось, что эти десять львов на самом деле были десятью каменными львами. Попробуй-ка это объясни! |

| Пиньинь Shíshì shīshì Shī Shì, shì shī, shì shí shí shī. Shì shíshí shì shì shì shī. Shí shí, shì shí shī shì shì. Shì shí, shì Shī Shì shì shì. Shì shì shì shí shī, shì shǐ shì, shǐ shì shí shī shìshì. Shì shí shì shí shī shī, shì shíshì. Shíshì shī, Shì shǐ shì shì shíshì. Shíshì shì, Shì shǐ shì shí shì shí shī. Shí shí, shǐ shí shì shí shī, shí shí shí shī shī. Shì shì shì shì. | Кантонское чтение (система ютпхин) sek6 sat1 si1 si6 ji6 si6 si3 si1 sai6 ji6 sap6 si1 si6 si4 si4 sik1 si5 si6 si1 sap6 si4 sik1 sap6 si1 sik1 si5 si6 si4 sik1 ji6 si6 sik1 si5 si6 si6 si6 sap6 si1 ci5 ci2 sai3 sai2 si6 sap6 si1 sai6 sai3 si6 sap6 si6 sap6 si1 si1 sik1 sek6 sat1 sek6 sat1 sap1 si6 sai2 si6 sik1 sek6 sat1 sek6 sat1 sik1 si6 ci2 si3 ji6 si6 sap6 si1 ji6 si4 ci2 sik1 si6 sap6 si1 sat6 sap6 sek6 si1 si1 si3 sik1 si6 si6 |